# La Légende de Zatoïchi : Le Shogun de l'ombre
Série Zatoichi
La Légende de Zatoïchi : Zatoïchi contre Yojimbo
(1970) La Légende de Zatoïchi : Zatoïchi contre le sabreur manchot
(1971)
Pour plus de détails, voir Fiche technique et Distribution.
La Légende de Zatoïchi : Le Shogun de l'ombre (座頭市あばれ火祭り, Zatōichi abarehimaturi) est un film japonais réalisé par Kenji Misumi, sorti en 1970. C'est le 21e film de la série des Zatoïchi.

## Synopsis
Zatoïchi tombe sur une cérémonie d'un clan yakuza dont le chef, surnommé le « shogun de l'ombre », est également aveugle.

## Fiche technique
- Titre : La Légende de Zatoïchi : Le Shogun de l'ombre
- Titre original : 座頭市あばれ火祭り (Zatōichi abarehimatsuri?)
- Titres anglais : Zatoichi Goes to the Fire Festival ; Zatoichi: The Blind Swordsman's Fire Festival[3]
- Réalisation : Kenji Misumi
- Scénario : Takayuki Yamada (ja) et Shintarō Katsu
- Photographie : Kazuo Miyagawa
- Montage : Toshio Taniguchi (ja)
- Décors : Yoshinobu Nishioka (ja)
- Musique : Isao Tomita
- Producteur : Shintarō Katsu
- Société de production : Katsu Production
- Société de distribution : Dainich
- Pays d'origine :  Japon
- Langue originale : japonais
- Format : couleur — 2,35:1 — 35 mm — son mono (Westrex Recording System)
- Genre : chanbara - yakuza eiga
- Durée : 96 minutes[4] (métrage : neuf bobines - 2 624 m[4])
- Date de sortie :
  - Japon : 12 août 1970[4]

## Distribution
- Shintarō Katsu : Zatoïchi
- Tatsuya Nakadai : ronin
- Masayuki Mori : Yami kubō
- Reiko Ōhara : Okiyo
- Kō Nishimura : Migino Kashimoto
- Kunie Tanaka : conducteur de cheval
- Pita : Umeji
- Kazuko Yoshiyuki :
- Yōsuke Kondō :

## Autour du film
Le personnage de Zatoïchi est issu d'une adaptation d'une courte nouvelle de Kan Shimozawa parue en 1961 et qui sert de prélude à un roman historique basé sur des faits réels. 